# Pepsi Challenge

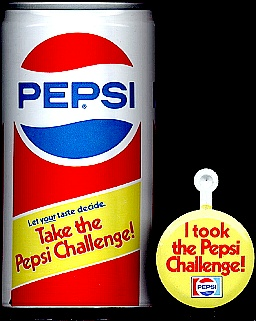
Un "Pepsi Challenge" de principios de la década de 1980, 12 oz. (355 ml.) Lata promocional y un botón de lengüeta de metal publicitando el desafío.

El Pepsi Challenge es una promoción de marketing en curso dirigida por PepsiCo desde 1975. También es el nombre de una carrera de esquí de fondo en Giant's Ridge Ski Area en Biwabik, Minnesota, un evento patrocinado por Pepsi.

## Método
El desafío originalmente tomó la forma de una simple prueba de sabor a ciegas. En los centros comerciales y otros lugares públicos, un representante de Pepsi prepara una mesa con dos vasos blancos: uno con Pepsi y otro con Coca-Cola. Se anima a los compradores a que prueben ambas colas y luego seleccionen la bebida que prefieran. Luego, el representante revela las dos botellas para que el catador pueda ver si prefieren Coca-Cola o Pepsi. Los resultados de la prueba se inclinaron hacia el consenso de que más estadounidenses preferían Pepsi. El Pepsi Challenge ha aparecido en gran parte de la publicidad televisiva de Pepsi. En México se le conoce como "Reto Pepsi".

## Historia
El desafío se lanzó en 1975, como parte de La Guerra de las Colas en curso entre Pepsi y The Coca-Cola Company.

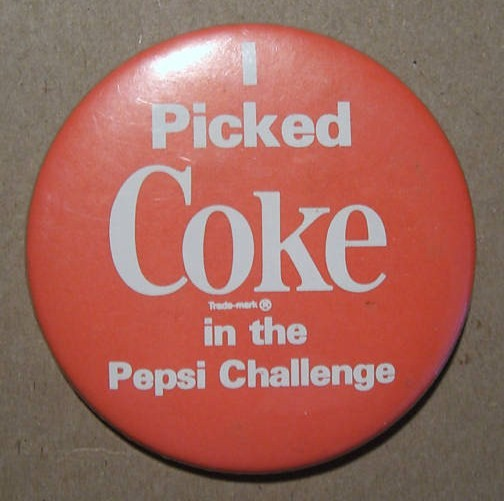
Un pinback de Coca-Cola "Elegí Coca-Cola en el Pepsi Challenge".

En su libro Blink: The Power of Thinking Without Thinking de 2005, el autor Malcolm Gladwell presenta evidencia que sugiere que el éxito de Pepsi sobre Coca-Cola en el "Pepsi Challenge" es el resultado de la naturaleza defectuosa del método de "prueba de sorbos". Su investigación muestra que los catadores generalmente preferirán la más dulce de dos bebidas en base a un solo sorbo, incluso si prefieren una bebida menos dulce en el transcurso de una lata entera. Además, la mayoría de las veces el desafío se coloca etiquetado como la taza de Pepsi con una "M" y la taza de Coca-Cola con una "Q", lo que sugiere que la preferencia de letras puede impulsar algunos de los resultados. Donald M. Kendall de Pepsi promovió el Pepsi Challenge.
Cuando la preferencia en las pruebas a ciegas se compara con las pruebas en las que los vasos están etiquetados con etiquetas arbitrarias (por ejemplo, X o Y) o nombres comerciales, las calificaciones de preferencia cambian. Los hallazgos científicos respaldan una diferencia perceptible entre Coca-Cola y Pepsi, pero no entre Pepsi y RC Cola.
En su libro Bad Habits, el humorista Dave Barry describe el Pepsi Challenge como "el continuo intento equivocado de Pepsi de convencer al público en general de que Coca-Cola y Pepsi no son lo mismo, que por supuesto lo son".
En 2015, Pepsi relanzó el Pepsi Challenge en las redes sociales. Como parte de la promoción de este año, Pepsi contrató a varios embajadores famosos para anunciar su producto en sus cuentas de redes sociales bajo el hashtag #PepsiChallenge.

## Concurso
En 1981, Pepsi organizó un concurso de "Pepsi Challenge Payoff" que entregaría un gran premio a cualquiera que pudiera reunir tapas de botellas de Pepsi que deletrearan las palabras "Pepsi Challenge".